# Kepler-1638b
Kepler-1638b là một hành tinh ngoài quỹ đạo của ngôi sao của nó, Kepler-1638, nằm trong chòm sao Cygnus. Hành tinh này là một siêu Trái Đất, với bán kính 1.870,33
-0,22 R⊕, và khối lượng 4,16 lần Trái Đất. Nó có quỹ đạo là 259,337 ± 0,013 ngày trong vùng sinh sống của hệ thống và quay quanh quỹ đạo 0,745 AU từ ngôi sao của nó. Nó là hành tinh ngoài hành tinh có khả năng sinh sống xa nhất được phát hiện, cách Trái đất khoảng 2.867.000 năm ánh sáng (879.0262 pc).